# Deoteria

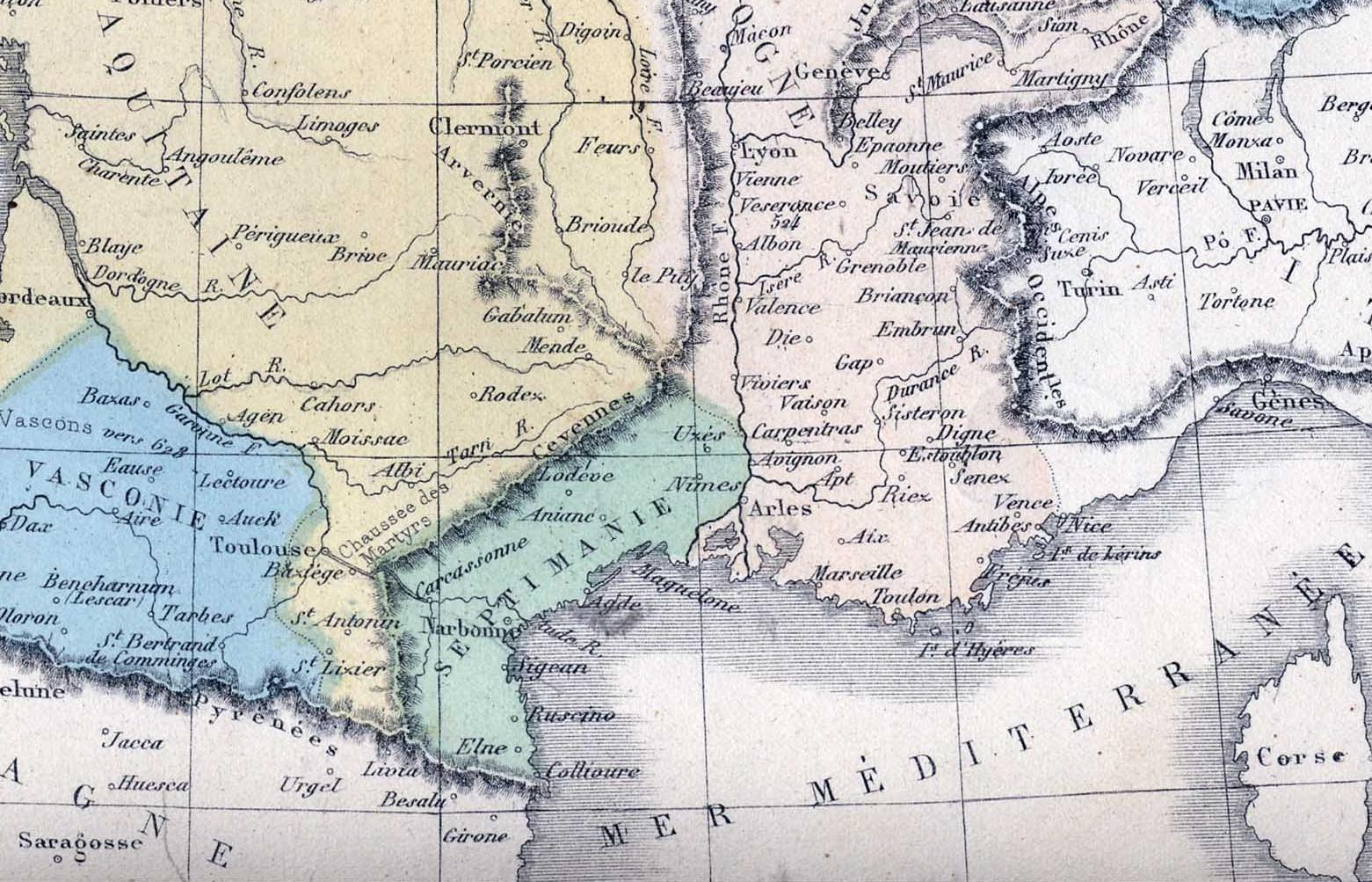
La Settimania, nell'VIII secolo.

Deoteria o Deuteria (fl. VI secolo) donna di origine gallo-romana che fu la moglie del re dei Franchi Sali d'Austrasia, il merovingio Teodeberto I.

## Origini
Dei suoi genitori non si conosce nulla (almeno il vescovo Gregorio di Tours (536 – 597), nelle sue cronache non ne fa alcun cenno).

## Biografia
Secondo il vescovo Gregorio di Tours (536 – 597), Deoteria era una donna gallo-romana, vedova di un notabile della zona di Biterris.
Sempre secondo Gregorio di Tours, Teodeberto, l'erede del re dei Franchi d'Austrasia, fece un'incursione contro i Visigoti della Settimania, arrivando alla città di Biterris, dove risiedeva Deoteria, che di fronte alle minacce del condottiero franco, che chiedeva la resa della città, lo invitò ad entrare in pace. Ed a seguito del loro incontro, Teodeberto si invaghì della donna e ne fece la sua amante, nonostante che da poco tempo fosse fidanzato con la principessa longobarda, Visigarda, figlia del re Vacone.
Quando Teodeberto seppe che suo padre il re dei Franchi Sali della dinastia merovingia, Teodorico I, era gravemente malato, si precipitò al suo capezzale lasciando Deoteria e la figlia (che aveva avuto dal precedente matrimonio) in Arverno.
Dopo la morte del padre, Teodorico, Teodeberto inviò un messaggero in Alvernia a prelevare Deoteria, che divenne sua moglie.
Dopo alcuni anni, essendo, la figlia di Deoteria, divenuta adulta, per la paura che il re Teodeberto I, suo marito, fosse preso dal desiderio per la figliastra, Deoteria, nei pressi di Viridunum, la fece accomodare su una portantina, che, trainata da buoi selvatici, attraversando un ponte, precipitò nel fiume sottostante, provocando la morte della fanciulla.
Verso il 540, dopo che erano passati sette anni dal fidanzamento di Teodeberto I con Visigarda, dato che i Franchi erano scandalizzati, per il fatto che avesse abbandonato la sua fidanzata, Teodeberto ripudiò Deoteria, che nel frattempo gli aveva dato un erede, e sposò Visigarda, che divenne la nuova regina dei Franchi d'Austrasia.
Poco tempo dopo, Visigarda morì, ma Deoteria non fu più ripresa come moglie da Teodeberto I.
Di Deoteria non si conosce l'anno della morte.

## Figli
Deoteria al primo marito, di cui non si conosce il nome, diede una figlia:
- una femmina di cui non ci è pervenuto il nome che annegò nei pressi di Verdun[8];

Deoteria a Teodeberto diede un figlio: 
- Teodebaldo (534 circa-555 circa) re dei Franchi.